# Franc Jožef Corusi
Franc Jožef Corusi (korúzi), zdravnik, * 23. marec 1627, Gorica, † 6. oktober 1688, Gorica.

## Življenje in delo
Franc Jožef Corusi, brat zdravnika J.G. Corusuja, je v letih 1674−1680 kot zdravnik in fizik kranjskih deželnih stanov deloval v Ljubljani. V Valvasorjevi Slavi vojvodine Kranjske je bila 1689 objavljena njegova razprava o klimi, pridelkih, boleznih, drevju in zeliščih na Kranjskem Parenthesis encomiastica Carnioliae.